# Aveizieux
Aveizieux är en kommun i departementet Loire i regionen Auvergne-Rhône-Alpes i centrala Frankrike. Kommunen ligger i kantonen Saint-Galmier som tillhör arrondissementet Montbrison. År 2022 hade Aveizieux 1 693 invånare.

## Befolkningsutveckling
Antalet invånare i kommunen Aveizieux
| Referens: INSEE |